# Ernest Sibiril
Pour les articles homonymes, voir Sibiril (homonymie).
Ernest Sibiril (1899-1961) est un constructeur naval et résistant français.

## Biographie

### Le "réseau Sibiril"
Au départ, Jacques Gueguen, un pêcheur du Pont de la Corde, avait déjà convoyé de nombreux volontaires FFL et des soldats anglais à bord de son sablier de 8 mètres, le Pourquoi Pas.
À partir de juin 1940, le chantier de construction navale Sibiril, à l'embouchure de la Penzé, organisait l'évasion vers la Grande-Bretagne de résistants traqués par la Gestapo, d'agents de liaison spécialisés dans le renseignement, de prisonniers évadés de prisons françaises ou espagnoles, d'aviateurs alliés tombés en Bretagne...
Les activités clandestines de la famille sont dénoncées ; le 18 juillet 1943, Louise et Ernest Sibiril quittent Carantec et se font héberger par des parents et des amis. Le père d'Ernest, demeuré à Carantec, construit un bateau en onze jours, avec quelques ouvriers du chantier, pour faire passer son fils en Angleterre. Le 31 octobre, le Requin quitte Carantec en pleine nuit avec à son bord, Ernest Sibiril, bien résolu à s'engager dans les Forces françaises libres, son frère Léon, cinq autres passagers et un équipage réduit. Louise et son fils Alain restent cachés en Bretagne jusqu'à la Libération.

### Légion d'honneur
Devenu pilote de la marine américaine, Ernest Sibiril rentre en France à la fin de la guerre et reçoit l'insigne de chevalier de la Légion d'honneur.
Ironie du sort, ce marin qui avait pris tant de risques en haute mer, décéda par noyade le 2 mai 1961, en tombant d'une simple prame, à l'âge de 61 ans.